# أيوب أفريدي (تاجر المخدرات)
أيوب أفريدي (بالبشتوية: ایوب اپریدی، بالأردية: ایوب افریدی؛ حوالي 1930–1939 – 24 نوفمبر 2009) كان مهرب مخدرات وسياسيًا قبليًا باكستانيًا. يُعتبر المؤسس الرئيسي لتجارة المخدرات الواسعة الانتشار (خاصة الهيروين) في أفغانستان. توجد تكهنات متنوعة بأن أفريدي، بعد تعاونه الوثيق مع وكالة المخابرات المركزية في عملية الإعصار ضد الاتحاد السوفيتي، تم الاقتراب منه من قبل الولايات المتحدة كجزء من جهد للحصول على وصول أسهل إلى أفغانستان والمناطق القبلية شبه المستقلة في باكستان بعد أحداث 11 سبتمبر.

## حياته المبكرة
وُلِد أيوب في وكالة خيبر أثناء الحكم البريطاني ، ونشأ في عائلة بشتونية ، لاندى كوتال ، المدينة الرئيسية الواقعة حول ممر خيبر ، وكان بشتونيًا عرقيًا ينتمي إلى قبيلة أفريدي زاخا خيل .
كانت المناطق الواقعة في أقصى غرب الهند البريطانية والتي عاش فيها البشتون قد حافظت تاريخيًا على ارتباط ثقافي وإثني قوي بأفغانستان وليس بالهند ذاتها ، وبالتالي لم تتأثر مقاطعة أفريدي كثيرًا بتقسيم الهند في عام 1947، على النقيض تمامًا من مقاطعتي السند والبنجاب في باكستان . بدأ حياته كسائق شاحنة عادي في شبابه، لكنه سرعان ما استخدم علاقاته في مجال النقل لجمع ثروة صغيرة من خلال تهريب الذهب وغيره من السلع المهربة. كان من المعروف أن أفريدي أقام علاقات وثيقة مع الجنرال محمد ضياء الحق بعد أن أطاح الأخير بالحكومة المدنية الباكستانية في عام 1977 وأعلن الأحكام العرفية ، مما أدى إلى تأسيس دكتاتورية عسكرية .  إن علاقات أفريدي مع القبائل الأفغانية في شمال غرب باكستان وفي مختلف أنحاء أفغانستان نفسها جعلته لاعباً رئيسياً في حرب ضياء الحق غير المباشرة التي خاضتها الولايات المتحدة ضد السوفييت في أفغانستان . لديه أبناء وأحفاد يعيشون في باكستان ويقودون حياتهم. ومن بينهم فاخر علم ومهتاب علم وسلمان شاه وآخرون. توفي أفريدي في 24 نوفمبر 2009 بعد إصابته بنوبة قلبية ، وكان في السبعينيات من عمره وقت وفاته، على الرغم من أن عمره الدقيق غير معروف. تم دفنه في مقبرة أيوب أفريدي كالاي في مسقط رأسه في لندي كوتال.

## المشاركة في الحرب السوفيتية الأفغانية (1979–1989)
كان أيوب أفريدي لاعباً رئيسياً في الحرب السوفييتية الأفغانية . بفضل تعاونه الوثيق مع وكالة المخابرات المركزية الأمريكية ، تمكن من توفير مبالغ ضخمة من المال للمجاهدين في أفغانستان من خلال زراعة الخشخاش لتزويد تجارة الهيروين .  استخدام شبكات التهريب الخاصة به لنقل الأسلحة التي زودتها وكالة المخابرات المركزية الأمريكية للمجاهدين الذين يقاتلون داخل أفغانستان. وقد استخدم أفريدي نفس القنوات لنقل الأفيون الأفغاني إلى مختبرات سرية في المناطق القبلية الخاضعة للإدارة الفيدرالية في باكستان.  انتخب أفريدي عضوا في الجمعية الوطنية الباكستانية في عام 1990. خاض الانتخابات كمرشح حر عن منطقة خيبر .

## القبض عليه عام 1995
وفي ديسمبر/كانون الأول 1995، تمكن الأميركيون من خداع أفريدي ليترك ملجأه في أفغانستان ويذهب إلى باكستان بعد أن وعدوه بحق المرور. بمجرد وصوله إلى باكستان، تم القبض عليه بتهمة استيراد الحشيش إلى بلجيكا.  أمضى ثلاث سنوات من عقوبته قبل أن يتم نقله إلى باكستان في 25 أغسطس 1999 بعد قضاء عقوبة لمدة ثلاث سنوات ونصف في أحد سجون الولايات المتحدة ودفع غرامة قدرها 50 ألف دولار.  وتم التوصل إلى اتفاق يقضي بمحاكمته مرة أخرى في باكستان. وفي باكستان حُكم عليه بالسجن سبع سنوات بتهمة تصدير الحشيش إلى بلجيكا نفسها.  لقد قضى بضعة أسابيع فقط من عقوبته. 
تمت مصادرة معظم ممتلكاته في المناطق الراقية المختلفة في باكستان من قبل حكومة باكستان . وكما هي العادة لدى مالك المنطقة، فقد بنى في منتصف الثمانينيات مسكنًا محصنًا جيدًا، يُعرف باسم أيوب أفريدي كالا (حصن أيوب أفريدي)، في لندي كوتال في وكالة خيبر .
وقعت أكبر عملية ضبط للمخدرات في العالم على طريق كوهات في بيشاور عندما ضبطت شرطة مكافحة المخدرات الباكستانية كمية من الهيروين والحشيش.
بعد هجمات 11 سبتمبر، أُطلق سراحه من السجن في كراتشي بعد أن قضى بضعة أسابيع فقط من عقوبة مدتها سبع سنوات بتهمة تصدير 6.5 طن من الحشيش، تم ضبطها في أنتويرب ، بلجيكا ، في الثمانينيات. وقد تم تغريمه أيضًا بمبلغ 4 ملايين روبية (82 ألف دولار أمريكي). ولم يتم تقديم أي أسباب لإطلاق سراح أفريدي، أو بموجب التشريع الذي سُمح له بالعودة إلى مسقط رأسه في وكالة خيبر في المناطق القبلية الخاضعة للإدارة الفيدرالية . 

## المشاكل القانونية في عام 2005
وفي عام 2005 اتهم أفريدي بالاتجار الدولي بالمخدرات وأمر بالمثول أمام المحكمة العليا الباكستانية في 17 نوفمبر/تشرين الثاني 2005 في استئناف يطعن في أمر صادر عن محكمة الاستئناف الخاصة ضد مصادرة أصوله. أصدرت محكمة مكافحة المخدرات الباكستانية حكمًا على أفريدي في قضية تهريب المخدرات وأعلنت المحكمة أنها هاربة عندما فشلت في المثول أمام المحكمة.  في 30 مارس 2006، سمحت المحكمة العليا لقوة مكافحة المخدرات بمصادرة "قصر" مكون من 100 غرفة ومضخات بنزين وممتلكات أخرى تبلغ قيمتها 167.8 مليون روبية. 
مراجع